# Vüqar Orucov
Vougar Oroudjov (azerbajdzjanska: Vüqar Orucov), född den 26 oktober 1971 i Baku, Azerbajdzjanska SSR, Sovjetunionen, är en sovjetisk brottare som tog OS-brons i lätt flugviktsbrottning i fristilsklassen 1992 i Barcelona.